# يونس شيخ
يونس شيخ هو طبيب باكستاني،. في أغسطس 2001 تم اعتقاله في باكستان وحكم عليه بالإعدام بتهمة الكفر، ولكن في ما بعد تم إطلاق سراحه بعد اعتراض ومحاكمة أخرى.
تم اتهامه بتحدي النبي محمد بقوله أن النبي لم يكن مسلماً قبل عمر الأربعين (عندما أوحي إليه أول مرة) وأن أبوا الرسول كانا غير مسلمين لأنهما ماتا قبل ظهور الإسلام. . العقلانيون وناشطو حقوق الإنسان جاهدوا بنجاح في سبيل جعل السلطات الباكستانية أن تخلي سراحه، وهو الآن يعيش في سويسرا.